# Armand de Pontmartin
Armand Augustin Joseph Marie Ferrard, comte de Pontmartin, né le 16 juillet 1811 à Avignon où il est mort le 29 mars 1890, est un critique littéraire, journaliste, écrivain et homme politique français.
Imbu de sympathies légitimistes par sa famille, Pontmartin attaqua les partisans des encyclopédistes et leurs successeurs. Il publia dans la revue L'Assemblée nationale ses Causeries littéraires, une série d’attaques contre des personnalités de gauche qui firent sensation.
La plupart des articles de Pontmartin, qui était un journaliste infatigable, furent publiés en volumes : Contes et rêveries d’un planteur de choux (1845) ; Causeries du samedi (1857-1860) ; Nouveaux samedis (1865-1881), etc. Mais le plus populaire de ses livres reste Les Jeudis de Mme Charbonneau (1862), qui offre, sous forme de roman, une série de portraits malicieux et intelligents d’auteurs contemporains.

## Vie et œuvres
Il fit avec succès ses études au collège Saint-Louis de Paris et commença son droit. Attaché, par tradition de famille, à la branche aîné des Bourbons, il retourna dans sa province, après la Révolution de Juillet et rejoignit sa mère, née Cambis d’Orsan, qui se trouvait en relation d’alliance et d’amitié avec les premières maisons de la noblesse méridionale.
Il s’inspira des idées et des ressentiments de cette Société toute légitimiste contre les écrivains de l’ancienne école encyclopédique ou du libéralisme moderne. Il débuta dans la Gazette du Midi (1833-1838) et, après avoir fondé une Revue mensuelle, l’Album d'Avignon, il envoya des Causeries provinciales à la Quotidienne (1839-1842).
Il donna ensuite des nouvelles et des romans qui eurent de la vogue, tout d'abord dans la Mode puis, successivement, dans la Revue des Deux Mondes, l’Opinion publique, la Revue contemporaine et L'Assemblée nationale (1843-1856).
Pendant quatre ans, il publia dans ce journal, des Causeries littéraires, auxquelles la vivacité de certaines attaques contre les gloires ou les notabilités du parti libéral donnèrent beaucoup de retentissement. Il devint ensuite un des rédacteurs du Correspondant. Ses articles ont paru en volumes, sous les titres suivants : Contes et rêveries d’un planteur de choux, Mémoires d’un notaire, Contes et nouvelles, Causeries littéraires, le Fond de la coupe, Réconciliation, la Fin du procès, Dernières causeries littéraires, Pourquoi je reste à la campagne, Causeries du samedi, Nouvelles causeries du samedi, les Semaines littéraires, Nouveaux samedis.
Il faut citer à part les Jeudis de madame Charbonneau, revue satirique du journalisme littéraire, dans le cadre d’un roman, l’un des livres du temps qui ont fait le plus de bruit par la franchise des appréciations ou la dureté des personnalités. Ajoutons comme études littéraires ou livres d’imagination : le Père Félix, les Brûleurs de temples, Entre chien et loup, les Corbeaux de Gévaudan, les Traqueurs de dot, Lettres d’un intercepté, le Filleul de Beaumarchais, le Radeau de la Méduse, la Mandarine, Souvenirs d’un vieux mélomane, Souvenirs d’un vieux critique, Mes mémoires, Péchés de vieillesse, Épisodes littéraires.
Pontmartin entretenait des relations d’amitié fraternelle avec le musicologue Joseph d'Ortigue.
Il a été un des critiques les plus acharnés d'Honoré de Balzac, faisant paraitre en 1856-57 une véritable diatribe contre l'ensemble de l'œuvre de l'auteur de La Comédie humaine où rien ne trouvait grâce à ses yeux,.
Pontmartin est devenu le type de l'augure littéraire dont les jugements sont contredits par la postérité, ce qui a amené José Cabanis à baptiser « complexe de Pontmartin » le fait, chez un critique, de ne pas oser blâmer les pires productions par crainte d'être désavoué par ses futurs collègues.
Il est le père de l'historien Henri de Pontmartin.